# Morgan Gibbs-White
Morgan Anthony Gibbs-White (Stafford, Inglaterra, Reino Unido, 27 de enero de 2000) es un futbolista inglés. Juega de centrocampista y su equipo es el Nottingham Forest F. C. de Inglaterra.

## Trayectoria
Llegó a la academia del Wolverhampton Wanderers a la edad de 8 años. Debutó con el primer equipo a los 16 contra el Stoke City en la FA Cup el 7 de enero de 2017, donde el Wolverhampton ganó por 2-0. 
En enero de 2018 se anunció que renovó contrato con el club hasta el verano de 2022. 
El 25 de agosto de 2020 fue cedido una temporada al Swansea City A. F. C. El 6 de enero de 2021 el préstamo se canceló y regresó a los Wolves, que el 31 de agosto lo cedió al Sheffield United F. C.
El 19 de agosto de 2022 abandonó definitivamente Wolverhampton después de ser traspasado al Nottingham Forest F. C., equipo con el que firmó por cinco años. Con la camiseta roja, el jugador ha disputado 118 partidos, anotando 18 goles y dando 26 asistencias.

## Selección nacional
Gibbs-White fue parte del plantel de la sub-17 de Inglaterra que ganó la Copa del Mundo sub-17 de la FIFA de 2017.
El 7 de septiembre de 2024 hizo su debut con la selección absoluta en encuentro de la Liga de Naciones de la UEFA 2024-25 frente a Irlanda que ganaron por cero a dos.

## Estadísticas

### Clubes
| Club                                     | Div.          | Temporada     | Liga nacional | Liga nacional | Copas nacionales | Copas nacionales | Torneos internacionales | Torneos internacionales | Total | Total | Media goleadora |
| Club                                     | Div.          | Temporada     | Part.         | Goles         | Part.            | Goles            | Part.                   | Goles                   | Part. | Goles | Media goleadora |
| ---------------------------------------- | ------------- | ------------- | ------------- | ------------- | ---------------- | ---------------- | ----------------------- | ----------------------- | ----- | ----- | --------------- |
| Wolverhampton Wanderers F. C. Inglaterra | 2.ª           | 2016-17       | 7             | 0             | 1                | 0                | —                       | —                       | 8     | 0     | 0               |
| Wolverhampton Wanderers F. C. Inglaterra | 2.ª           | 2017-18       | 13            | 0             | 2                | 0                | —                       | —                       | 15    | 0     | 0               |
| Wolverhampton Wanderers F. C. Inglaterra | 1.ª           | 2018-19       | 26            | 0             | 5                | 0                | —                       | —                       | 31    | 0     | 0               |
| Wolverhampton Wanderers F. C. Inglaterra | 1.ª           | 2019-20       | 7             | 0             | 2                | 0                | 7                       | 1                       | 16    | 1     | 0.06            |
| Swansea City A. F. C. Gales              | 2.ª           | 2020-21       | 5             | 1             | 1                | 0                | —                       | —                       | 6     | 1     | 0.17            |
| Swansea City A. F. C. Gales              | Total club    | Total club    | 5             | 1             | 1                | 0                | 0                       | 0                       | 6     | 1     | 0.17            |
| Wolverhampton Wanderers F. C. Inglaterra | 1.ª           | 2020-21       | 11            | 1             | 2                | 0                | —                       | —                       | 13    | 1     | 0.08            |
| Wolverhampton Wanderers F. C. Inglaterra | 1.ª           | 2021-22       | 2             | 0             | 1                | 1                | —                       | —                       | 3     | 1     | 0.33            |
| Sheffield United F. C. Inglaterra        | 2.ª           | 2021-22       | 37            | 12            | 0                | 0                | —                       | —                       | 37    | 12    | 0.32            |
| Sheffield United F. C. Inglaterra        | Total club    | Total club    | 37            | 12            | 0                | 0                | 0                       | 0                       | 37    | 12    | 0.32            |
| Wolverhampton Wanderers F. C. Inglaterra | 1.ª           | 2022-23       | 2             | 0             | —                | —                | —                       | —                       | 2     | 0     | 0               |
| Wolverhampton Wanderers F. C. Inglaterra | Total club    | Total club    | 68            | 1             | 13               | 1                | 7                       | 1                       | 88    | 3     | 0.03            |
| Nottingham Forest F. C. Inglaterra       | 1.ª           | 2022-23       | 35            | 5             | 3                | 0                | —                       | —                       | 38    | 5     | 0.13            |
| Nottingham Forest F. C. Inglaterra       | 1.ª           | 2023-24       | 37            | 5             | 5                | 1                | —                       | —                       | 42    | 6     | 0.14            |
| Nottingham Forest F. C. Inglaterra       | 1.ª           | 2024-25       | 34            | 7             | 4                | 0                | —                       | —                       | 38    | 7     | 0.18            |
| Nottingham Forest F. C. Inglaterra       | Total club    | Total club    | 106           | 17            | 12               | 1                | 0                       | 0                       | 118   | 18    | 0.15            |
| Total carrera                            | Total carrera | Total carrera | 216           | 31            | 26               | 2                | 7                       | 1                       | 249   | 34    | 0.14            |
| 1. 2.                                    |               |               |               |               |                  |                  |                         |                         |       |       |                 |

## Palmarés

### Títulos nacionales
| Título           | Club                          | País       | Año  |
| ---------------- | ----------------------------- | ---------- | ---- |
| EFL Championship | Wolverhampton Wanderers F. C. | Inglaterra | 2018 |

### Títulos internacionales
| Título                        | Club (*)                       | País              | Año  |
| ----------------------------- | ------------------------------ | ----------------- | ---- |
| Copa Mundial de Fútbol Sub-17 | Selección sub-17 de Inglaterra | India             | 2017 |
| Eurocopa sub-21               | Selección sub-21 de Inglaterra | Georgia y Rumania | 2023 |

(*) Incluyendo la selección.